# Escándalo de la Talidomida
El escándalo de la talidomida, ocurrido en las décadas de 1950 y 1960, pone de manifiesto la falta de control de los medicamentos dispensados sin receta.
El pediatra alemán Widukind Lenz es el primero en notar, en 1961, que todas las madres que dieron a luz a niños con malformaciones tenían algo en común: habían tomado talidomida. Descubre los efectos negativos del medicamento y estima que alrededor de tres mil recién nacidos en Alemania fueron víctimas. Esta preocupación reúne a médicos en la conferencia de pediatría de Düsseldorf en noviembre de 1961, entre ellos el Dr. Lenz, así como los doctores Bonn, Weicker y Hungerland, quienes también informaron sobre niños con malformaciones.
El consumo de este medicamento está asociado con varios tipos de malformaciones: acortamiento de extremidades, problemas auditivos y visuales (estrabismo), lesiones en varios órganos y desarrollo deficiente de la columna vertebral que provoca baja estatura. La tasa de supervivencia es de 2 de cada 3, lo que sugiere discapacidad motora. Las estadísticas muestran que en los bebés llamados talidomídicos, la tasa de mortalidad alcanza casi el 40%, debido a graves malformaciones internas.
Entre los años 1950 y 1960, el uso de talidomida en 46 países por parte de mujeres embarazadas o que luego quedaron embarazadas resultó en el "mayor desastre médico provocado por el hombre", con más de 10,000 niños nacidos con una variedad de deformidades graves. , como la focomelia, así como miles de abortos espontáneos.
La talidomida se introdujo en 1953 como un tranquilizante y luego fue comercializada por la compañía farmacéutica alemana Chemie Grünenthal con el nombre comercial de Contergan como un medicamento contra la ansiedad, los problemas para dormir, la tensión y las náuseas matutinas. Se introdujo como sedante y medicamento contra las náuseas matutinas sin haber sido probado en mujeres embarazadas. Si bien se consideró en un inicio que su uso era seguro durante el embarazo, en 1961 se observaron preocupaciones sobre los defectos de nacimiento y ese año el medicamento se retiró del mercado en Europa.
El pediatra alemán Widukind Lenz es el primero en notar, en 1961, que todas las madres que dieron a luz a niños con malformaciones tenían algo en común: habían tomado talidomida. Descubre los efectos negativos del medicamento y estima que alrededor de tres mil recién nacidos en Alemania fueron víctimas. Esta preocupación reúne a médicos en la conferencia de pediatría de Düsseldorf en noviembre de 1961, entre ellos el Dr. Lenz, así como los doctores Bonn, Weicker y Hungerland, quienes también informaron sobre niños con malformaciones.
Desde julio de 1962, aparecen las primeras movilizaciones civiles en Alemania. El abogado Karl Schulte-Hillen, cuya esposa y hermana dieron a luz a niños víctimas de la talidomida, decide crear la primera asociación llamada "Asociación Federal de Víctimas de la Talidomida" para reunir a los padres afectados por el medicamento. El papel de las asociaciones es prevenir los peligros del medicamento y mejorar la calidad de vida de las víctimas, intentando hacerlas independientes. La asociación federal de víctimas de la talidomida es defendida por abogados, incluido Schulte-Hillen, contra la empresa farmacéutica Chemie Grünenthal. Cada país afectado por la talidomida demanda a la empresa, incluidos Japón, Estados Unidos y el Reino Unido. En Alemania, después de dos años de lucha, el Tribunal Federal de Aquisgrán reconoce una pequeña responsabilidad de la firma en el caso. Según este tribunal, ningún médico que recete el medicamento puede ser considerado responsable de un daño imprevisible siempre que se haya recetado correctamente. El tribunal considera que continuar el juicio no tiene sentido, ya que se llegó a un acuerdo entre Chemie Grünenthal y los abogados de las víctimas el 18 de diciembre de 1970. En Bélgica, los acusados son absueltos. En Canadá, las víctimas son indemnizadas. En Alemania, la empresa farmacéutica paga 100 millones de marcos alemanes a las 10,000 víctimas y crea una asociación encargada de compensarlas (Fondation Contergan).
Se forma gradualmente un aspecto conmemorativo. En agosto de 2012, Chemie Grünenthal expresa sus primeras disculpas a las víctimas durante la inauguración de un monumento conmemorativo en Stolberg. Esta ciudad es simbólica ya que la empresa fue fundada allí. Además, el primer bebé talidomídico descubierto nació en Stolberg. Se erige una escultura de bronce de una niña con malformaciones en memoria de los 10,000 niños víctimas en Alemania. Hoy en día, se erigen esculturas en memoria de las víctimas. En 2005, Marc Quinn se inspira en la historia de una mujer nacida sin brazos y con piernas atrofiadas, Alison Lapper, cuya madre ingirió talidomida mientras estaba embarazada en 1965. Alison posa desnuda frente al artista mientras está embarazada de ocho meses en su estudio londinense. Marc Quinn quiere rendir homenaje a la maternidad y a las personas con discapacidad en Trafalgar Square. Se utilizó una réplica durante los Juegos Paralímpicos de 2012 en Londres.
El escándalo de la talidomida se considera uno de los peores fracasos de la investigación farmacéutica. Este medicamento alteró la vida de aproximadamente 15,000 niños que tuvieron que aprender a vivir con su discapacidad. Destaca la importancia de un marco regulatorio para los medicamentos. En Alemania, esta responsabilidad recae en el Instituto Federal de Medicamentos, encargado de la supervisión y control de los productos farmacéuticos. En 1995 se creó la Agencia Europea de Medicamentos, con el objetivo de supervisar el desarrollo de nuevos medicamentos en Europa.